# Преображенский храм (Красное)
Церковь Преображения Господня — приходской храм Торжокского благочиния Тверской епархии Русской православной церкви в селе Красном Старицкого района Тверской области России. Построен в псевдоготическом стиле, является почти точной копией Чесменской церкви в Санкт-Петербурге, построенной на 10 лет раньше.

## История
Ранее (в XVIII веке) к селе Красное находилась деревянная церковь.
Однопрестольный каменный храм был построен в 1790 году на средства действительного статского советника Марка Федоровича Полторацкого. Первое его ходатайство «построить каменную церковь собственным коштом» относится к 1783 году. После повторного прошения епископ Иоасаф Заболотский 30 июля 1785 года подписал храмоздательную грамоту.
До революции к храму была приписана часовня Рождества Пресвятой Богородицы (деревянная) в деревне Кушниково.
В 1931 году советские власти закрыли храм. Колокола были отправлены на переплавку, каменная ограда разобрана, перевезена в Старицу, в городской сад. Внутреннее помещение церкви использовалось для нужд местного колхоза, разрушалось и ветшало.
В 1997 году началось восстановление храма.

## Архитектура
Преображенская церковь в Красном — нетипичный для Тверской области храм в псевдоготическом стиле. Представляет собой «четырёхлистник». Является авторским повторением церкви Чесменского дворца в Санкт-Петербурге. Высота сооружения составляет 24 метра, длина и ширина — около 20 м.
Памятник архитектуры федерального значения.

## Галерея

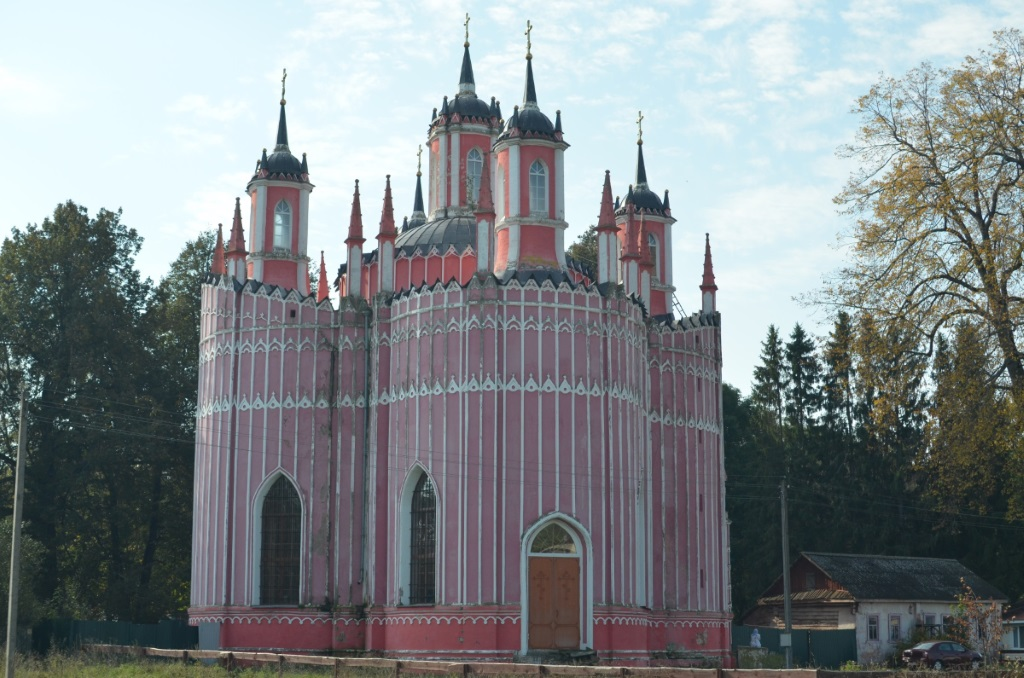
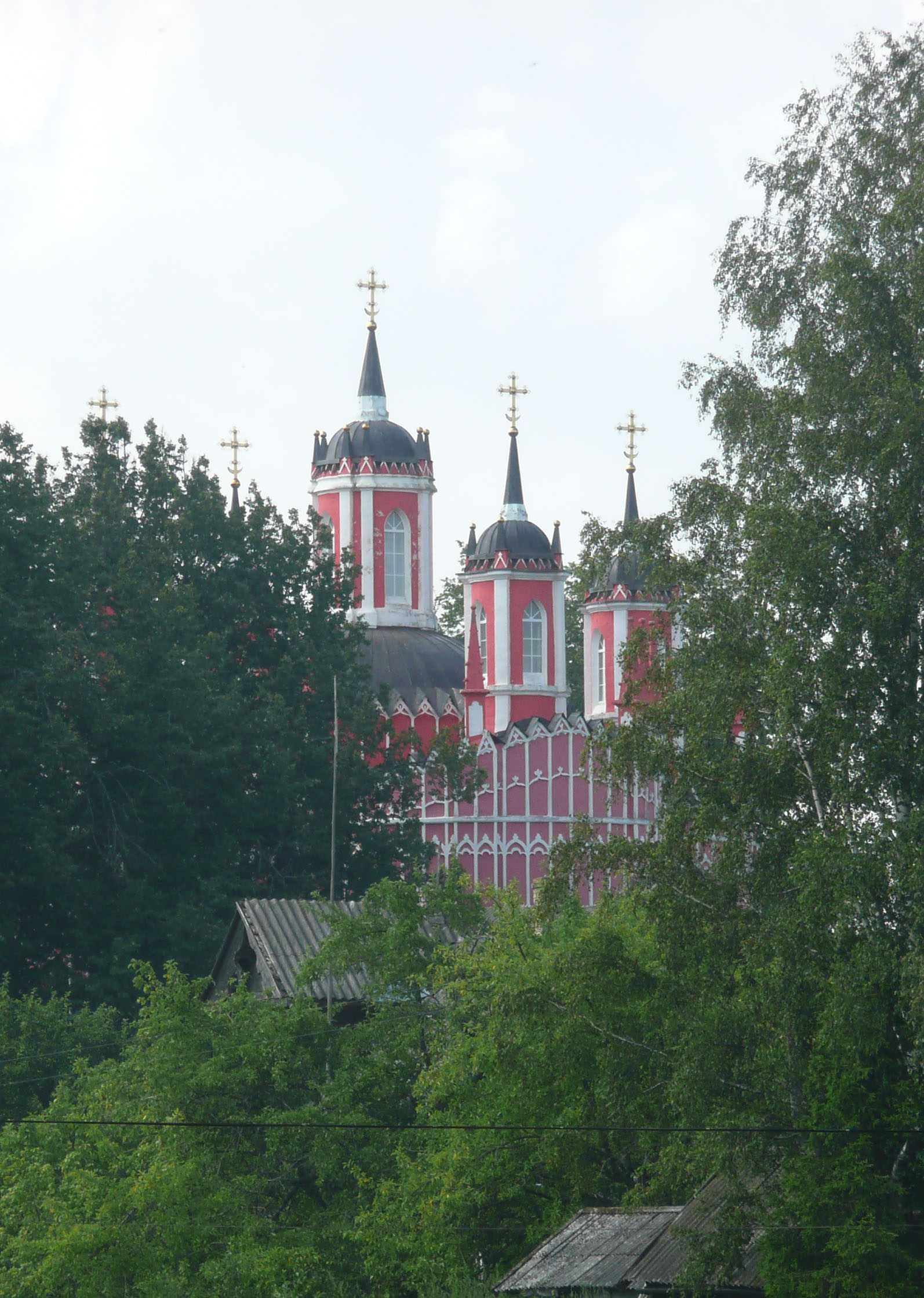
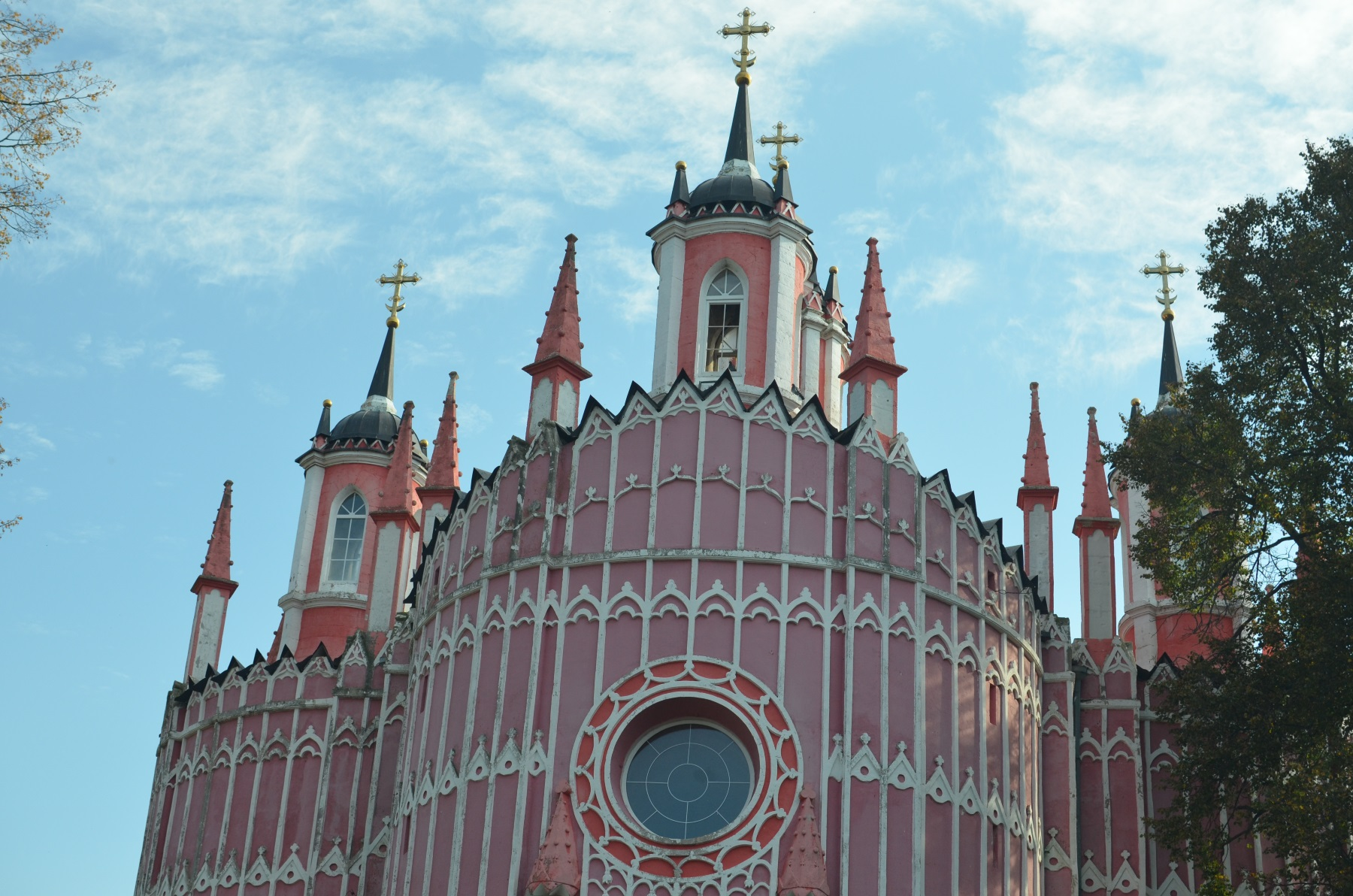